# Japan Expo
Japan Expo là một hội chợ triển lãm về văn hóa đại chúng Nhật Bản - thuộc loại lớn nhất của loại hình này ở châu Âu - diễn ra tại Paris, Pháp, mặc dù nó đã tách ra thành một lễ hội quan hệ đối tác Kultima và mở rộng bao gồm một số nền văn hóa châu châu Âu và Mỹ nữa. Nó được tổ chức hàng năm vào đầu tháng 7, kéo dài trong bốn ngày (thường là từ thứ năm đến chủ nhật), trong Parc des Expositions de Villepinte (trung tâm hội nghị lớn thứ hai ở Pháp). Khách tham dự đã tăng đều qua các năm, với 3.200 khách đến lần đầu tiên vào năm 1999 và khoảng 232.876 trong đợt năm 2013.
Triển lãm Nhật Bản đầu tiên diễn ra vào năm 1999 tại Institut supérieur du commerce de Paris và đón 3.200 lượt khách, số khách đến tăng đều đặn sau mỗi đợt tổ chức. Năm 2002, hội chợ triển lãm Nhật Bản được tổ chức tại Trung tâm Công nghiệp và Công nghệ mới (CNIT) ở La Défense, Paris.
Năm 2005, sự kiện này đã bị hủy bỏ ra khỏi mối quan tâm an ninh do số lượng lớn du khách. Kể từ đó triển lãm chuyển đến Parc d'Expositions lớn ở Paris-Nord Villepinte.